# Brigade S
Brigade S est un groupe de punk rock allemand, originaire de Herne.

## Histoire
À ses débuts, le groupe reprend des groupes aussi divers que GG Allin, Schließmuskel, Agnostic Front, 4-Skins ou Lokalmatadore. La lettre S dans le nom de la bande signifie Staatsfeind, ennemi public. Le nom est dérivé de la pièce radiophonique de TKKG, Folge 26: Das Geiseldrama, où un groupe terroriste de gauche s'appelle Brigade Staatsfeind. Pour ne pas être confondu avec un groupe punk allemand des années 1980, il abrège le nom.
Le groupe sort son premier single ...von'ne Straße en 2001 sur son propre label, Brigade Records.
Teenage Rebel Records signe le groupe et publie les deux albums Aso-Pack (2003) et Menschenverachtende Untergrundmusik (2005) dans lequel Wolfgang Wendland de Die Kassierer et Riedel d'Alpha Boy School sont invités. La chanson-titre est une reprise de Funny van Dannen. Depuis 2007, le groupe est sous contrat avec le label Sunny Bastards. En 2008 sort l'album Brigade Staatsfeind.
En 2009, Turbobuben est un double CD pour le dixième anniversaire du groupe. En plus de l'album, il y a un CD bonus avec des reprises de groupes amis tels que Pöbel & Gesocks, Emscherkurve 77 et Melanie & The Secret Army.
En 2013, l'album Kleine Lichter - Großer Sport paraît. Le bassiste et membre fondateur Bernd cesse d'être dans le groupe, d'abord pour s'occuper de son nourrisson puis définitivement. Entre-temps, les autres membres échangent leurs instruments et fondent un groupe de reprises punk hardcore appelé Settle Old Scores avec le nouveau batteur Marco. Ils deviennent la nouvelle formation de Brigade S.

## Discographie
Démos
- 2000 : Wanne-Eickel (Brigade Records)

Singles
- 2001 : ...von'ne Straße (Brigade Records)

Albums
- 2003 : Aso-Pack (Teenage Rebel Records)
- 2005 : Menschenverachtende Untergrundmusik (Teenage Rebel Records)
- 2008 : Brigade Staatsfeind (Sunny Bastards)
- 2009 : Turbobuben (2CD, Sunny Bastards)
- 2013 : Kleine Lichter – Großer Sport (Sunny Bastards)

Live
- 2003: Live beim O.T.W. 2 in Düsseldorf (Brigade Records)

## Source de la traduction
- (de) Cet article est partiellement ou en totalité issu de l’article de Wikipédia en allemand intitulé « Brigade S » (voir la liste des auteurs).